# Félix Zubizarreta Ezpeleta
Félix Zubizarreta Ezpeleta   (Bilbao, 3 de maig de 1894 - Caracas, 1943) fou un futbolista basc que destacà a la dècada del 1910.
Va ser jugador de l'Athletic Club de Bilbao entre 1913 i 1917. Va marcar set gols en tres edicions de la Copa del Rei, els anys 1914, 1915 i 1916.
La seva família emigrà a Veneçuela després de la guerra civil, i un net seu, Iker Zubizarreta jugà amb la selecció veneçolana als Jocs Olímpics de 1980.